# Uladzimir Karatkevič
Uladzimir Sjamënavič Karatkevič (in bielorusso Уладзімір Сямёнавіч Караткевіч?; Orša, 26 novembre 1930 – Minsk, 25 luglio 1984) è stato uno scrittore, drammaturgo, poeta sceneggiatore sovietico di origine bielorussa.

## Biografia
Nato da una famiglia di intellettuali, nel 1954 si laureò in filologia presso l'università di Kiev, in Ucraina. Iniziò ad insegnare in un villaggio rurale della regione di Kiev e poi nella sua città natale, in Bielorussia. In seguito, completò corsi avanzati di letteratura (1960) e di cinematografia (1962), entrambi a Mosca.
La letteratura divenne poi la sua principale occupazione. La sua prima opera fu un poema pubblicato nel 1951, seguito poi da tre raccolte di versi. Più tardi si dedicò alla prosa, pubblicando un gran numero di racconti, inclusi poi in diverse raccolte, e romanzi. L'opera più famosa di Karatkevič è il romanzo Caccia selvaggia di re Stacha (in bielorusso Дзікае паляванне караля Стаха?, Dzike paliavanne karalia Stacha), pubblicato nel 1964. Karatkievič scrisse anche commedie, saggi, articoli, sceneggiature per cortometraggi e lungometraggi, romanzi gialli e di avventura.
I suoi romanzi si occupano prevalentemente di argomenti storici della Bielorussia del passato, compresa la rivolta di gennaio del 1863-1865. Le opere letterarie di Karatkevič sono contrassegnate dal romanticismo, da un ricco immaginario e dall'emotività.
Vinse numerosi premi letterari nazionali e ha fortemente influenzato la tematica storica nella letteratura bielorussa.